# Willy Pelletier (gendarme)
Willy Pelletier, héros de la résistance contre le nazisme, chevalier de la légion d'honneur, titulaire de la médaille de la Résistance, mort supplicié par la Gestapo sans avoir parlé et sans avoir mis en péril son réseau, est un résistant français, né le 6 août 1913 à Nantes et assassiné par la Gestapo le 10 mai 1944. 
Il fut parmi les gendarmes qui ne se plièrent pas aux ordres du régime de Vichy et contribuèrent à développer la résistance à l'occupant nazi dans l’Ouest de la France, comme le montre François Le Berre.  C'est à ce titre que la gendarmerie nationale lui a, à maintes reprises, rendu hommage : la principale caserne de gendarmerie des Pays de la Loire lui doit d'ailleurs son nom de «Caserne Pelletier».
Chef du Service de renseignements et de liaison, il fut le collaborateur direct du commandant Henri Maurice, chef du réseau « Trois clés de Défense de la France ». Il était notamment chargé d'organiser et de coordonner les maquis de la Loire-Inférieure.

## Jeunesse
Abandonné par sa mère à trois semaines, Willy Pelletier est confié à une nourrice qui l’adopte. En 1926, après son certificat d’études primaires, il s’engage à 13 ans dans la marine marchande. Il parcourt alors les océans sur plusieurs bateaux de commerce, de l’Amérique du Sud à l’Afrique et à l’Asie, jusqu’à l'âge de 18 ans. C’est durant cette période qu’il apprend l’espagnol, l’anglais mais aussi l’allemand, ce qui lui sera fort utile dans ses activités de résistance. Il s’initie également à certaines techniques de hatha yoga. En 1932, il accomplit ses obligations militaires en Afrique du Nord dans le 2e régiment de chasseurs d'Afrique. Les effets de la crise de 1929 se faisant sentir, il enchaîne alors des emplois de représentant en vins ou de garçon de café, avant d’intégrer la gendarmerie en 1936, où il devient garde à cheval. Quelques mois auparavant, il avait épousé Hélène Boudet. En décembre 1940, il est affecté à la brigade de gendarmerie de Vallet, puis à celle de Chantenay à Nantes, l’armée d’occupation allemande ayant pris possession de la ville le 19 juin 1940.

## Actes de résistance
Willy Pelletier entre en résistance dès son affectation à la brigade de Vallet . Il devient membre du réseau « Défense de la France ».

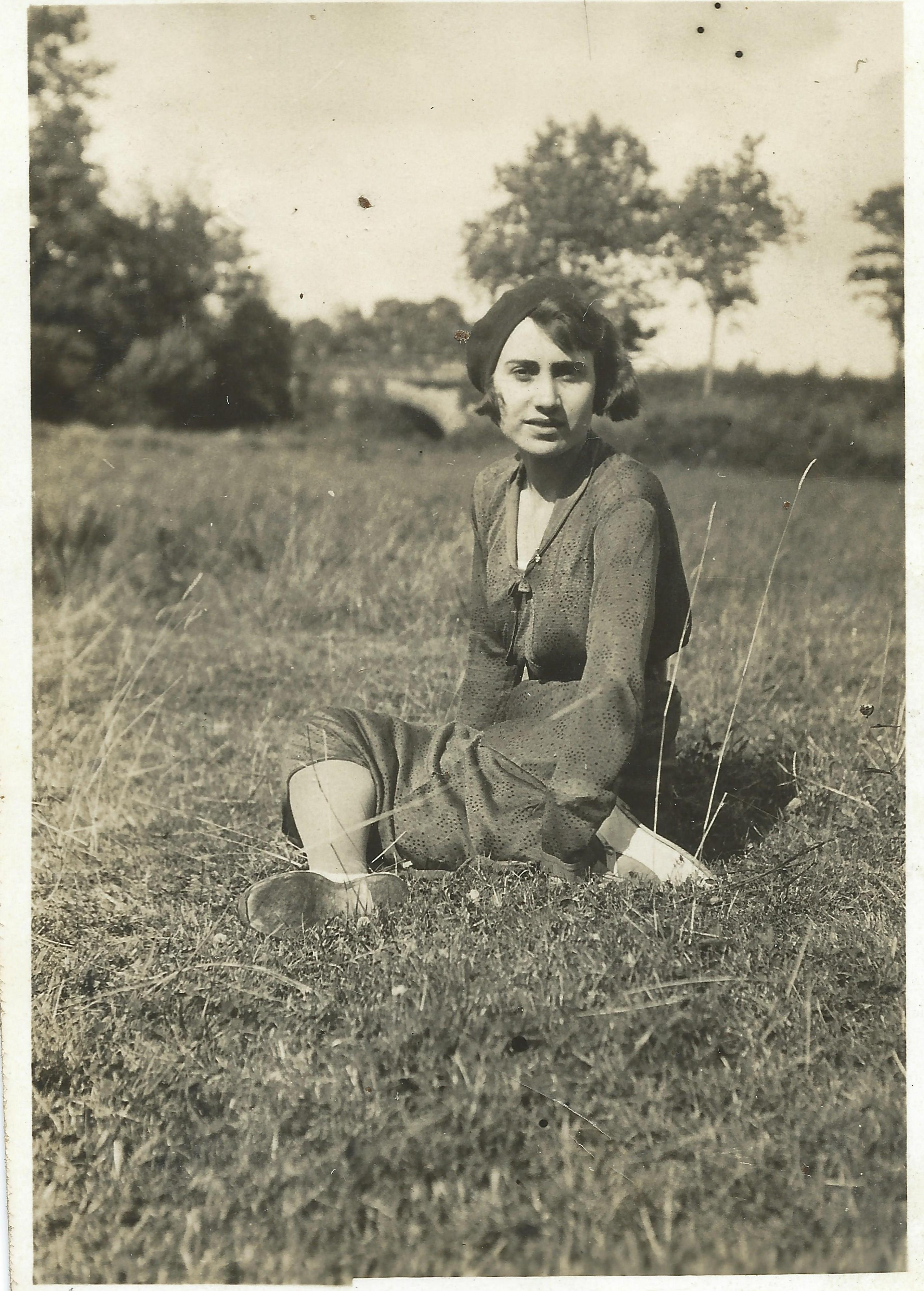
Hélène Boudet, son épouse.

Willy Pelletier se distingue en premier lieu lors des bombardements de Nantes par les forces alliées, où 3 000 bombes sont déversées sur la ville, 8 000 maisons rasées, d’où l’on retire 1 500 morts et 2 500 blessés. Sans attendre l’arrêt des bombardements, Willy Pelletier sauve des dizaines de personnes et évacue les blessés. Il reçoit pour « cet acte de bravoure et de courage exceptionnel » une citation à l’ordre de la Légion de gendarmerie d’Anjou, le 28 décembre 1943, et une lettre d’éloges et de félicitations du ministre de l’Intérieur, daté du 5 février 1945, publié au Journal officiel.
Le 20 mars 1943, il se fait délivrer une fausse carte d’identité, sous le nom de D’Arnicelli, puis prend le pseudonyme de Rolland, lieutenant inscrit au réseau « Trois clés de défense de la France », sous le numéro X300A Chef de service de renseignements.
Durant l’année qui suit, il assure le sauvetage de nombreux aviateurs alliés abattus ; il transmet d’importants renseignements sur les installations de la Kriegsmarine ; il aide en même temps à l’évasion de requis par le Service du travail obligatoire (STO) ; il s’introduit dans les locaux de certains groupes de collaborateurs pour faire parvenir à Londres des documents sur leurs activités. Il organise ensuite le maquis de Couëron, où le réseau cache des aviateurs anglais et des officiers polonais évadés.
Son acte de résistance le plus important est néanmoins d’avoir organisé le sabotage et l'explosion des chantiers Dubigeon à Nantes, sous contrôle allemand, dont les navires citernes alimentaient les sous-marins allemands. Cette base était centrale dans le ravitaillement des sous-marins de haute mer, lesquels causaient des pertes considérables aux armées alliées. Il y avait alors deux options : soit un bombardement intensif de Nantes par la Royal Air Force, qui aurait détruit la ville, soit une action de commando. Aussi, en accord avec Londres, le 7 mars 1944, dans son uniforme de gendarme, Willy Pelletier pénètre-t-il dans les chantiers Dubigeon pour en organiser le sabotage. Accompagné du chaudronnier Marcel Guihaire, il présente aux soldats allemands son laisser passer de gendarme et leur explique, en allemand, qu’il supervise un ouvrier chargé de poursuivre les travaux en cours dans le chantier. Un bombardement intensif de la ville de Nantes était programmé. Willy Pelletier et Marcel Guihaire sabotent les canalisations de fioul d’une citerne et préparent un incendie avec des chiffons imbibés de carburant. Le lendemain, la citerne s’embrase et explose, rendant dès lors inutile le bombardement.
Après cette explosion qui fragilise l’armée allemande, l’étau se resserre autour de Willy Pelletier. Il est arrêté le 3 mai 1944. Aucun document n’est retrouvé à son domicile. Malgré la perquisition de la Gestapo chez ses sœurs adoptives, Jeanne et Edith Janeau, aucun des documents du réseau, qui y étaient cachés, ne purent être trouvés. Pourtant, Willy Pelletier est transféré dans les locaux de la Gestapo, où pendant une semaine, il sera constamment torturé jusqu’à décéder, méconnaissable, le 10 mai 1944, à l’âge de 30 ans.
Aucun membre de son réseau ne sera inquiété ou arrêté : il n’avait pas parlé. Cinq mois plus tard, les Américains et les résistants pénétraient dans Nantes. En 1945, Henri Maurice devient directeur du quotidien régional La Résistance de l'Ouest.

## Distinctions
Pour ses actes de résistance, le grade de lieutenant de gendarmerie lui est attribué en 1949. Il est fait chevalier de la Légion d’honneur à titre posthume pour faits de guerre exceptionnels en 1959 et se voit attribuer la médaille de la Résistance française. Auparavant, en 1947, est apposée dans la caserne de gendarmerie de Nantes Chantenay, où il exerçait, une plaque de marbre : « À la mémoire du gendarme Willy Pelletier de la brigade de Chantenay, ardent patriote et audacieux résistant, mort pour la France le 10 mai 1944 des suites des tortures infligées par la Gestapo ». Henri Maurice, son supérieur dans le réseau Défense de la France rappellera à cette occasion que Willy Pelletier « a donné sa vie pour la liberté du monde ».
Le 7 mai 1984, la plus importante caserne de gendarmerie des Pays de la Loire, la caserne Beauséjour de Saint-Herblain, est baptisée «caserne Willy Pelletier», en présence de Jean-Marc Ayrault.

## Autres activités
Willy Pelletier faisait partie des chœurs de l’Opéra de Nantes. Il a enregistré plusieurs 78 tours.